# Liste d'élections en 1836
Chronologie des élections
- 1832
- 1833
- 1834
- 1835
- 1836
- 1837
- 1838
- 1839
- 1840

Cet article recense les élections organisées durant l'année 1836.

Au milieu des années 1830, le Royaume-Uni, les États-Unis, la France, la Norvège, la Belgique, l'Espagne et le Portugal procèdent à des élections nationales régulières, toutes au suffrage censitaire masculin.

## Élections nationales en 1836
| Date                             | État               | Élection ou référendum                    | Contexte | Résultat |
| -------------------------------- | ------------------ | ----------------------------------------- | --- | --- |
| février                          | Espagne            | Législatives (en)                         | | Cette section est vide, insuffisamment détaillée ou incomplète. Votre aide est la bienvenue ! Comment faire ? |
| 31 mars                          | Chili              | Présidentielle (en)                       | | Cette section est vide, insuffisamment détaillée ou incomplète. Votre aide est la bienvenue ! Comment faire ? |
| 13 juillet                       | Espagne            | Législatives (en)                         | | Congrès sans majorité. Le Parti modéré (conservateur, libéral en économie) est le principal parti au Cortes avec un peu moins d'un tiers des sièges ; de nombreux élus sont sans étiquette. Francisco Javier de Istúriz demeure président du gouvernement jusqu'à ce qu'éclatent diverses insurrections en août, contraignant la régente Marie-Christine de Bourbon à le limoger ; elle nomme José María Calatrava (Parti progressiste : libéral) à sa succession. De nouvelles élections ont lieu en octobre. |
| 17 - 31 juillet                  | Portugal           | Législatives (en)                         | | Les Chartistes (droite libéral-conservatrice), au pouvoir, obtiennent la majorité absolue des sièges. António Severim de Noronha, duc de Terceire, demeure Premier ministre jusqu'à la révolte des libéraux plus progressistes que les chartistes en septembre. La révolte aboutit à la réintroduction de la constitution progressiste de 1822, et à la tenue de nouvelles élections en novembre. |
| 5 septembre                      | Texas (république) | Présidentielle (en)                       | La révolution texane (1835-1836) a abouti à l'indépendance du Texas vis-à-vis du Mexique. Première élection dans ce nouvel État souverain. | Samuel Houston (sans étiquette) est élu avec 76,7 % des voix face à deux autres candidats. |
| octobre                          | Espagne            | Législatives (en)                         | | Résultats détaillés inconnus.José María Calatrava (Parti progressiste : libéral) demeure président du gouvernement. |
| 20 novembre                      | Portugal           | Législatives (en)                         | | Alternance. Les « Septembristes » (libéraux modérés) obtiennent la majorité absolue des sièges. Bernardo de Sá Nogueira est nommé Premier ministre. |
| 3 novembre - 7 décembre          | États-Unis         | Présidentielle                            | Le président Andrew Jackson (Parti démocrate) ne se représente pas.                                                                        | Martin Van Buren (démocrate) est élu avec 57,8 % des voix des grands électeurs (et 50,8 % des suffrages populaires), face à quatre autres candidats tous présentés par le Parti whig. |
| 4 juillet 1836 - 7 novembre 1837 | États-Unis         | Législatives (chambre (en) et sénat (en)) | | Voir l'article : Liste d'élections en 1837. |

## Élections en subdivisions nationales en 1836
Cette section concerne les élections législatives dans un État fédéré, une subdivision territoriale ou une colonie d'un État souverain, ainsi que leurs principaux référendums.
| Date            | Subdivision     | État                     | Élection ou référendum | Contexte                                 | Résultat |
| --------------- | --------------- | ------------------------ | ---------------------- | ---------------------------------------- | --- |
| 1836            | Terre-Neuve     | Empire britannique       | Générales (en)         | 2e mandature                             | Cette section est vide, insuffisamment détaillée ou incomplète. Votre aide est la bienvenue ! Comment faire ? |
| 1836            | Saxe-Altenbourg | Confédération germanique | Législatives           | Nouvelle élection d'un tiers des députés | Cette section est vide, insuffisamment détaillée ou incomplète. Votre aide est la bienvenue ! Comment faire ? |
| 7 - 25 décembre | Bavière         | Confédération germanique | Législatives (de)      | Élections de la troisième mandature      | Cette section est vide, insuffisamment détaillée ou incomplète. Votre aide est la bienvenue ! Comment faire ? |